# Mantellisaurus
Mantellisaurus ("ještěr Gideona Mantella") byl rod ornitopodního dinosaura z kladu Iguanodontia. Žil v období spodní křídy (geologický věk barrem až apt, asi před 125 miliony let) na území Evropy (Velká Británie, Belgie a pravděpodobně i Německo).

## Systematika
Mantellisaurus byl zástupcem kladu Styracosterna a Hadrosauroidea jako jejich vývojově vyspělý zástupce, systematika těchto evropských ornitopodních dinosaurů je však poměrně složitá. Blízce příbuznými rody byly například taxony Barilium, Iguanodon a Comptonatus.

## Historie

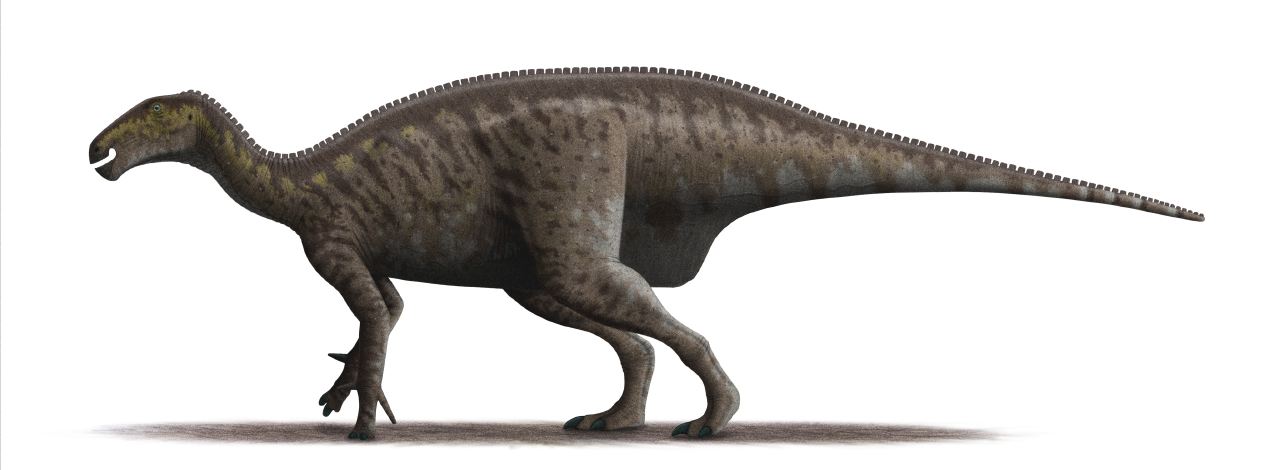
Mantellisaurus atherfieldensis - moderní rekonstrukce.

Fosilie tohoto dinosaura byly poprvé objeveny roku 1914 na jihu Anglie (ostrov Isle of Wight) v sedimentech souvrství Vectis, v roce 1925 jej amatérský paleontolog Reginald Walter Hooley pojmenoval Iguanodon atherfieldensis (podle obce Atherfield nedaleko místa objevu). V roce 2007 však americký nezávislý badatel Gregory S. Paul určil, že se jedná o samostatný rod a na počest průkopníka v objevování dinosaurů Gideona Algernona Mantella jej pojmenoval Mantellisaurus atherfieldensis.

## Popis

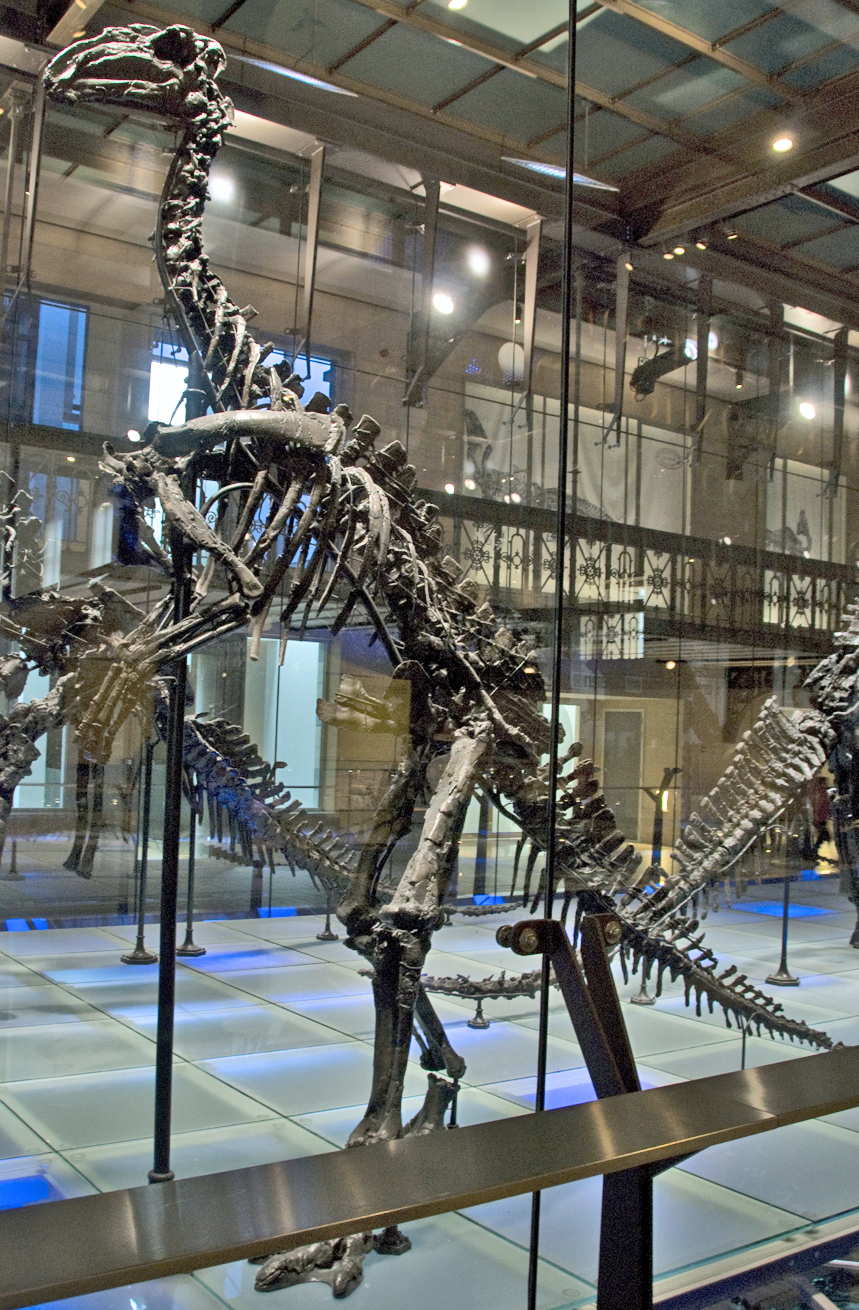
Exemplář IRSNB 1551 vystavený v Královském belgickém institutu Přírodních věd v Bruselu.

Tento iguanodontid byl poměrně lehce stavěn, jeho přesné rozměry v dospělosti nicméně nejsou známé Jeho hmotnost se mohla pohybovat zhruba kolem 750 kilogramů. Podle paleontologa Thomase R. Holtze, Jr. byl Mantellisaurus dlouhý asi 8 metrů a dosahoval hmotnosti nosorožce (zhruba 1,5 až 3 tuny).

### Česká literatura
- SOCHA, Vladimír (2020). Pravěcí vládci Evropy. Kazda, Brno. ISBN 978-80-88316-75-6. (str. 73-75)